# Дабігатран
Дабігатран (англ. Dabigatran, лат. Dabigatranum) — лікарський препарат, який належить до групи прямих антикоагулянтів — прямих інгібіторів тромбіну. Дабігатран застосовується перорально. Дабігатран розроблений у лабораторії компанії «Boehringer Ingelheim», та схвалений для клінічного застосування Європейським агентством з лікарських засобів у 2008 році для профілактики тромбоемболічних ускладнень у пацієнтів з фібриляцією передсердь.

## Фармакологічні властивості
Дабігатран — синтетичний препарат, який належить до групи прямих антикоагулянтів — прямих інгібіторів тромбіну. Механізм дії препарату полягає у зв'язуванні дабігатрану із каталітичною ділянкою тромбіну, а також із аніон-зв'язуючою ділянкою як вільного, так і зв'язаного тромбіну, що призводить до його інактивації, сповільнення формування тромбу, та сповільнення процесу зсідання крові. Дабігатран має здатність зв'язуватися як із вільним, так і зі зв'язаним із фібрином тромбіном. Препарат не впливає на протромбіновий час та міжнародне нормалізоване відношення (МНВ); та лише незначно подовжує тромбіновий час, час згортання крові і частковий активований тромбопластиновий час, проте цей вплив є незначним та нівелюється при досягненні високих концентрацій препарату в крові. Дабігатран застосовується для профілактики тромбоемболічних ускладнень при оперативних втручаннях у травматології та ортопедії, для профілактики тромбозів, системних тромбоемболій та інсультів у хворих з фібриляцією передсердь,а також може застосовуватися для профілактики тромботичних та тромбоемболічних ускладнень при проведенні радіочастотної катетерної абляції у порожнині серця. При застосуванні дабігатрану спостерігається однакова ефективність у порівнянні з варфарином, проте при застосуванні дабігатрану спостерігається менша кількість побічних ефектів, у тому числі при застосуванні дабігатрану спостерігається менша кількість кровотеч. Окрім цього, перевагою дабігатрану є те, що при його застосуванні немає потреби контролювати міжнародне нормалізоване відношення. Недоліком дабігатрану у порівнянні з варфарином є його більша вартість та необхідність прийому двічі на день.

### Фармакокінетика
Дабігатран швидко та добре всмоктується після перорального застосування, проте біодоступність препарату становить лише 3—7 % у зв'язку з ефектом першого проходження через печінку. Максимальна концентрація дабігатрану в крові досягається протягом 0,5–2 годин після прийому препарату. Препарат погано (на 34—35 %) зв'язується з білками плазми крові. Метаболізується дабігатран у печінці з утворенням активних метаболітів. Виводиться препарат із організму переважно з сечею (85 %), частково з калом (6 %). Період напіввиведення препарату становить 12—14 годин, при порушенні функції печінки або нирок, а також у осіб похилого віку цей час може збільшуватися.

## Показання до застосування
Дабігатран застосовується для профілактики тромбоемболічних ускладнень при оперативних втручаннях у травматології та ортопедії, для профілактики тромбозів, системних тромбоемболій та інсультів у хворих з фібриляцією передсердь.

## Побічна дія
При застосуванні дабігатрану, як і інших антикоагулянтів, найчастішим побічним ефектом є виникнення кровотеч. Найчастіше при застосуванні препарату виникають шлунково-кишкові кровотечі, часто також спостерігаються кровотечі з операційної рани та геморагічні плями навколо рани. Іншим частим побічним ефектом дабігатрану є диспепсія та болі в животі. Іншими побічними явищами при застосуванні препарату є анемія, тромбоцитопенія, шкірний висип, свербіж шкіри, кропив'янка, бронхоспазм, нудота, блювання, порушення функції печінки, підвищення рівня білірубіну в крові, підвищення активності ферментів печінки, пептичні виразки, гастроезофагеальна рефлюксна хвороба.

## Протипокази
Дабігатран протипоказаний при підвищеній чутливості до препарату, клінічно значимій гострій кровотечі та захворюваннях із високим ризиком кровотеч (злоякісні пухлини, недавно перенесені оперативні втручання на мозку або очах, та недавно перенесений геморагічний інсульт), важких захворюваннях печінки, що супроводжуються порушенням згортання крові, одночасне застосування іншого антикоагулянта, одночасне застосування кетоконазолу, циклоспорину, ітраконазолу та дронедарону, вагітності та годуванні грудьми, особам у віці до 18 років.

## Форми випуску
Дабігатран випускається у вигляді желатинових капсул по 0,0075; 0,011 та 0,015 г.